# Christopher Bibaku
Christopher Bibaku (* 13. Dezember 1995 in Sartrouville) ist ein französischer Fußballspieler mit kongolesischen Wurzeln.

## Karriere
Bibaku spielte ab 2017 bei der US Ailly-sur-Somme. Im März 2018 wechselte er nach Tschechien zu TJ Lokomotiva Petrovice und schon im folgenden Sommer weiter zum MFK Havířov. Im Februar 2019 ging er nach Österreich zum Regionalligisten WSC Hertha Wels. Im März 2019 debütierte er in der Regionalliga, als er am 16. Spieltag der Saison 2018/19 gegen den Deutschlandsberger SC in der Startelf stand. In jenem Spiel, das Wels mit 5:3 verlor, erzielte er auch sein erstes Tor für die Hertha. Bis Saisonende absolvierte er 13 Spiele in der Regionalliga und erzielte dabei fünf Tore.
Zur Saison 2019/20 wechselte er zum Zweitligisten SK Vorwärts Steyr. Sein Debüt in der 2. Liga gab er im Juli 2019, als er am ersten Spieltag jener Saison gegen den FC Wacker Innsbruck in der Startelf stand und in der 83. Minute durch Okan Yilmaz ersetzt wurde. In jenem spiel, das Steyr mit 2:0 gewann, erzielte er auch sein erstes Zweitligator. In der Saison 2019/20 kam er zu 23 Zweitligaeinsätzen, in denen er ein Tor erzielte. Nach einer Spielzeit verließ er Steyr wieder. Daraufhin wechselte er im August 2020 nach Finnland zum Zweitligisten AC Kajaani. Für Kajaani absolvierte er zwölf Partien in der Ykkönen. Im Januar 2021 wurde er vom FC Mosta aus der Maltese Premier League verpflichtet und von dort direkt bis zum Ende der Saison innerhalb Maltas an den Zweitligisten Naxxar Lions verliehen. Anschließend wurde sein Vertrag nicht verlängert, woraufhin Bibaku Mosta ohne Einsatz wieder verließ.
Am 10. Juli 2021 absolvierte er als Testspieler ein Freundschaftsspiel für Oberligist Eintracht Trier gegen den TSV Schott Mainz und erzielte dabei den 1:0-Siegtreffer. Kurze Zeit später unterschrieb er dort einen Einjahresvertrag und stieg mit dem Verein am Saisonende in die Regionalliga Südwest auf. Bibaku erzielte dabei in 32 Ligaspielen zehn Treffer, doch nach Ablauf des Vertrags verließ er den Klub wieder. Kurze Zeit später gab dann der VFC Plauen aus der Oberliga Nordost die Verpflichtung des Stürmers bekannt. Hier erzielte er in 25 Saisonspielen insgesamt zehn Treffer und wechselte im Sommer 2023 weiter zum Regionalligisten FC Eilenburg. Auch dort blieb er nur eine Spielzeit und ging dann weiter zu Wacker Burghausen in die Regionalliga Bayern. Dort traf er in 21 Ligaspielen drei Mal und im Sommer 2025 folgte ein weiterer Wechsel zum SV Rot-Weiss Wittlich in die sechstklassige Rheinlandliga.